# Ситтичай Ситсонгпинонг
Ситтичай Ситсонгпинонг (тайск. สิทธิชัย ศิษย์สองพี่น้อง; род. 23 сентября 1993 года, Бурирам, Таиланд) — боец муай-тай, бывший чемпион Glory, чемпион Таиланда и стадиона Люмпхини, победитель Kulun Fight.

## Биография
Анурак Чансук (อนุรักษ์ จันทร์สุข) – настоящее имя Ситтхичая – родился в городе Бурирам, расположенном в северо-восточном регионе Исан, известном как родина многих выдающихся бойцов муай-тай. Отец Ситтхичая был фанатом тайского бокса, что предопределило судьбу мальчика. Свой первый бой на профессиональном ринге Ситтхичай (под таким именем он начал выступать) провел в 11-летнем возрасте. В 15 лет он дебютировал на стадионе Лумпхини – одной из главных арен муай-тай. К концу 2009 года на счету 18-летнего Ситтхичая было около 80-ти боёв. За это время он поднялся от минимального до легкого веса и присоединился к новосозданному перспективному столичному клубу – Ситсонгпхинонг.

### Выход на мировой уровень в первом полусреднем весе
В январе 2010 года Ситтхичай впервые выехал за пределы Таиланда для участия в турнире "La Nuit des Titans" во Франции. Турнир проходил в категории первого полсреднего веса и состоял из четверых участников. Первым соперником Ситтхичая стал 25-летний француз Фабио Пинка, владевший поясом чемпиона мира в первом полусреднем весе по версии WBC. Решением судей Ситтхичай одержал победу и прошел в финал, где его ожидал его соотечественник Ануват. В свои 28 лет Ануват был уже легендой муай-тай и чемпионом в шести весовых категориях. Тем не менее, он был природным полулегковесом и для участия в турнире поднялся на три категории вверх, что и сыграло решающую роль в победе Ситтхичая. Победа в турнире стала первым значительным достижением Ситтхичая, а полученный гонорар позволил его семье построить новый дом и приобрести рисовые поля вокруг него.
С марта по октябрь 2010 года Ситтхичай провел семь поединков с переменным успехом в легком весе, явно испытавая неудобства со сгонкой веса. Наконец, в ноябре ему снова предстоял поединок во Франции в первом полусреднем весе. На этот раз соперником стал 20-летний французский чемпион мира по версии WPMF в этой весовой категории Дамьен Аламо. Победа судейским решением досталась Ситтхичаю, который за год победил двух лучших французских бойцов на их родных рингах.

### Переход в полусредний вес
Природный рост организма требовал подъема вверх по весовым категориям, и Ситтхичай перешел в полусредний вес. В январе 2011 года на стадионе Рачадамнен (вторая крупнейшая арена в мире муай-тай) против него в ринг вышел 25-летний Экпрача из клуба Минайотхин, чемпион мира в полусреднем весе по версии WMC и победитель престижного турнира Toyota Marathon (в первом среднем весе, 2010 год). В пятираундовом бою победу одержал Ситтхичай, став с дебюта одним из лучших полусредневесов мира.
Всего через три недели Ситтхичай вышел на бой на стадионе Лумпхини против Пхетманкхонга из клуба Кайянгхадау-Джим. Пхетманкхонг был на три года старше и также как и Ситтхичай недавно перешел в полусреднюю категорию из легкой, где уже не мог делать вес. В отличие от Ситтхичая, его соперник в легком весе добился больших успехов, завоевав титул чемпиона Таиланда в профессиональной федерации PAT и побив легендарного Сэнчая (впрочем, благодаря серьезному преимуществу в габаритах). В полусреднем же весе Пхетманкхонг успел отличиться победой над 7-кратным чемпионом мира среди любителей белорусом Виталием Гурковым. Тем не менее, в упорном бою Ситтхичай оказался лучше, взяв победу судейским решением.
С марта по июль 2011 года Ситтхичай провел пять поединков в рамках турнира Fuktien Group Tournament, в котором на кону стоял пояс чемпиона стадиона Омной в полусреднем весе. Победив по ходу турнира выходцев из первого полусреднего веса Сингмани (экс-чемпион стадиона Рачадамнен и экс-чемпион мира по версии WMC) и Самранчая (экс-чемпион Таиланда), Ситтхичай вышел в финал, где встретился с Иккхиусангом, которого уже побеждал во втором круге турнира. Повторить победу на этот раз не удалось из-за полученной серьезной травмы (перелом ключицы), в связи с чем в пятом раунде была зафиксировано поражение Ситтхичая техническим нокаутом.

### Восстановление после травмы и выступления в 2012-2013 годах
Восстановившись после травмы, Ситтхичай провел с января по июль 2012 года семь победных боёв, выиграв, кроме прочего, в мае престижный турнир Toyota Marathon. В августе его ожидал сложный бой против Пракайсэнга – победителя аналогичных турниров 2009 и 2011 годов (в финале Toyota Marathon 2011 года он сенсационно победил знаменитого Йотсэнклая). Кроме того, Пракайсэнг был старшим братом побежденного Ситтхичаем полутора годами ранее Пхетманкхонга и его одноклубником по Кайянгхадау-Джим. В прошедшем весь пятираундовый регламент бою Ситтхичай одержал победу.
В сентябре 2012 года Ситтхичай второй раз победил Пхетманкхонга на стадионе Лумпхини, завоевав в бою титул чемпиона Таиланда в полусреднем весе по профессиональной федерации PAT.
Проведя в январе 2013 года три победных боя, Ситтхичай в середине февраля был уже во Франции для поединка с Фабио Пинкой, встреча с которым тремя годами ранее закончилась победой тайца. Реванш планировался еще с апреля 2010 года, однако откладывался по разным причинам. За прошедшее время Пинка успел также перейти в полусредний вес, где выиграл в 2010 году престижный турнир Thai Fight и завоевал пояс чемпиона мира по версии WBC в 2012 году. Кроме того, в его активе была статусная победа над тайской легендой Сэнчаем, в бою с которым Фабио хотя и имел преимущество в две весовых категории, однако стал первым иностранцем, победившим великого чемпиона. Полученный опыт, однако не помог французу, и Ситтхичай забрал победу во второй раз.
В марте 2013 года Ситтхичай впервые выступил в первом среднем весе, снова выиграв турнир Toyota Marathon. В отличие от прошлого года, помимо новой весовой категории, теперь соперниками Ситтхичая были не иностранные бойцы среднего уровня, а тайцы. По ходу турнира ему пришлось во третий раз встретиться и победить Пхетманкхонга, а также забрать победу в финале у молодого проспекта Детрыта.

### Дебют в кикбоксинге
В апреле 2013 года состоялся дебют Ситтхичая в кикбоксинге. Его соперником стал 22-летний украинский боец Энрико Гогохия, считавшийся одним из самых перспективных молодых кикбоксеров (победитель турнира Кубок TATNEFT 2012 года). Кроме того, Гогохия имел опыт и в муай-тай, будучи двукратным бронзовым призером любительских чемпионатов мира (2009 и 2011 годы) и побив в 2012 году на профессиональном ринге тайца Бернынга (чемпион мира по версии WMC в первом полусреднем и среднем весе). Однако именно в кикбоксинге Энрико оказался опытнее и лучше, что привело к поражению Ситтхичая реением судей в его первом бою по новым правилам.

### Возвращение в муай-тай и выступления в 2013-2014 годах
Оправившись от неудачи в кикбоксинге с двумя победами в июне и августе, Ситтхичай в сентябре снова приехал во Францию для встречи с местным бойцом. На этот раз его соперником стал опытный 29-летний Микаэль Пишителло, который хотя и выходил в ринг после трех подряд поражений, однако имел репутацию крепкого бойца, способного на сюрпризы. Так, тремя годами ранее он сенсационно выиграл чемпионский пояс по версии WPMF в полусреднем весе, побив чемпиона стадиона Лумпхини Тханонгдета. А за год до встречи с Ситтхичаем Микаэль благодаря остановке боя из-за рассечения победил одного из лучших полусредневесов мира Сутсакхона. Ситтхичай быстро взял инициативу в бою и выиграл во втором раунде нокаутом (удар локтем).
После успешной защиты титула чемпиона Таиланда против ранее уже побежденного им Детрыта, Ситтхичай начал 2014 год с поединка против Ванчалима из клуба Утдонмыанг – топового легковеса, перешедшего в полусреднюю категорию. Победа досталась Ситтхичаю решением судей.

### GLORY
Дебют в GLORY  состоялся 5 июня 2015. Единогласным решением судей Ситтичай одолел Джоша Джонси. На турнире этой организации под номером 31 он стал первым в истории тайским чемпионом промоушена, победив раздельным решением Робина Ван Росмалена. За год до этого спортсмены встречались на турнире в Милане, и победу одержал голландец. Ситтичай четырежды отстаивал свой титул.

## Титулы и достижения
- 2015 — Боец года по версии Combat Press Kickboxing Awards
- 2015 — «Международный амбассадор муай-тай» по версии Ассоциации спортивных журналистов Таиланда
- 2014 — Лучший мировой боец по версии BoxeMag
- 2017 — Победитель YiLong Challenge Tournament (70 кг)
- 2016 — Победитель турнира GLORY 28 в легком весе (70 кг)
- 2015 — Победитель Fight League — Grand Prix 8-Man Tournament (70 кг)
- 2015 — Победитель GLORY 22 в легком весе (70 кг)
- 2015 — Победитель Kunlun Fight World Max 4-Man в легком весе (70 кг)
- 2014 — Чемпион Люмпхини в полусреднем весе (66,7 кг)
- 2014 — Победитель Nuit Des Champions 4-Man Tournament (70 кг)
- 2013 — Победитель Champions Club «1 — King» 4-Man Tournament (70 кг)
- 2012 — Победитель Toyota 8-Man Tournament (66,7 кг)
- 2012 — Чемпион Таиланда в полусреднем весе (66,7 кг)[7]